# Darko Cvetković
Darko Cvetković (...) è un ex giocatore di football americano e allenatore di football americano serbo, che ha giocato nel ruolo di defensive back.

## Palmarès
- 1 SELAF Bowl (Kragujevac Wild Boars, 2006)
- 9 Serbian Bowl (Kragujevac Wild Boars, 2004, 2006, 2008, 2009, 2010, 2016, 2017, 2018, 2019)